# Ca n'Orbat
Ca n'Orbat és una obra del municipi de Castelldefels (Baix Llobregat) inclosa en l'Inventari del Patrimoni Arquitectònic de Catalunya.

## Descripció
És una masia que consta de planta baixa i un pis, que ha estat reformada i ha sofert afegits. A la planta baixa destaquen dos arcs adovellats mentre que el pis té una porta i una finestra allindanada amb la inscripció "IHS". A la mateixa planta hi ha una gran sala orientada d'est a oest. Les cobertes tenen bigues de fusta. A la planta baixa destaca un arc rebaixat fet de pedra de marès vermella.

## Història
Pel que sembla va ser edificada entre els segles XVI-XVII. Ha estat reformada diverses vegades, els anys 1940, 1965 i 1981. Ja a l'exterior es pot apreciar la reforma de la seva tanca, entre d'altres.